# گراهام ادموندز
گراهام ادموندز (به انگلیسی: Graham Edmunds) (زادهٔ ۲۲ سپتامبر ۱۹۷۴) شناگر اهل بریتانیا است.